# Rungia dimorpha
Rungia dimorpha är en akantusväxtart som beskrevs av Spencer Le Marchant Moore. Rungia dimorpha ingår i släktet Rungia och familjen akantusväxter. Inga underarter finns listade i Catalogue of Life.